# Glyptogluteus augustus
Genre
Espèce
Glyptogluteus augustus, unique représentant du genre Glyptogluteus, est une espèce d'uropyges de la famille des Thelyphonidae.

## Distribution
Cette espèce est endémique de Panay aux Philippines,.

## Publication originale
- Rowland, 1973 : Uropygida (Arachnida) of the Philippine Islands, with description of a new genus and species. Occasional Papers Museum Texas Tech University, no 16, p. 1-11.